# Steven Wayne Lindsey
Steven Wayne Lindsey (*24. srpna 1960 v Arcadii, stát Kalifornie) je americký pilot, důstojník a kosmonaut. Ve vesmíru byl pětkrát.

## Život

### Studium a zaměstnání
Absolvoval střední školu Temple City High School v městě Temple City (v Kalifornii), po jejím ukončení v roce 1978 pokračoval ve studiu na armádní letecké akademii USAF Academy. Ukončil jej v roce 1982. Později si doplnil vzdělání na USAF Institute of Technology.
Vojenským pilotem byl v letech 1982 až 1994. V roce 1995 se zapojil do výcviku budoucích kosmonautů v Houstonu, o rok později byl členem tamní jednotky kosmonautů v NASA. Zůstal zde do roku 2011.
Oženil se, jeho manželkou se stala Diane Renee rozená Trujilo. Mají spolu tři děti, Jessicu, Jasona a Jill.

### Lety do vesmíru
Na oběžnou dráhu se v raketoplánu dostal pětkrát, pracoval na orbitální stanici ISS a strávil ve vesmíru 62 dní, 22 hodin a 33 minut. Byl 365 člověkem ve vesmíru.
- STS-87 Columbia (19. listopadu 1997 – 5. prosince 1997), pilot
- STS-95 Discovery (29. říjen 1998 – 7. listopad 1998), pilot
- STS-104 Atlantis (12. července 2001 – 25. července 2001), velitel
- STS-121 Discovery (4. července 2006 – 17. července 1998), velitel
- STS-133 Discovery (24. února 2011 – 9. března 1998), velitel